# Hogna simplex
Hogna simplex is een spinnensoort uit de familie van de wolfspinnen (Lycosidae).  De wetenschappelijke naam van de soort werd in 1882 gepubliceerd door Ludwig Carl Christian Koch.